# Manuela Pineschi
Manuela Leonora Pineschi (Roma, 21 ottobre 1956) è una critica cinematografica italiana.

## Biografia
Nata a Roma nel 1956 da Pierpaolo Pineschi, dal 2000 è segretario generale dell'Accademia del Cinema Italiano - Premi David di Donatello e dei Premi Vittorio De Sica. È tra i fondatori di FAN of Europe (Film Academy Network of Europe). Dal 2006 al 2010 è stata délégué del Festival di Montréal.
Nel 2025 è Presidente di Giuria del Festival E Fu Cinema di Pomarance, un festival di cinema dedicato alla memoria dei suoi antenati Azeglio e Lamberto Pineschi, fondatori della società Latium Film e creatori nel 1908 del Fonoteatro, un sistema consistente nella sonorizzazione di un film attraverso la sincronizzazione del cinematografo e del grammofono.